# Perdiz-cinzenta

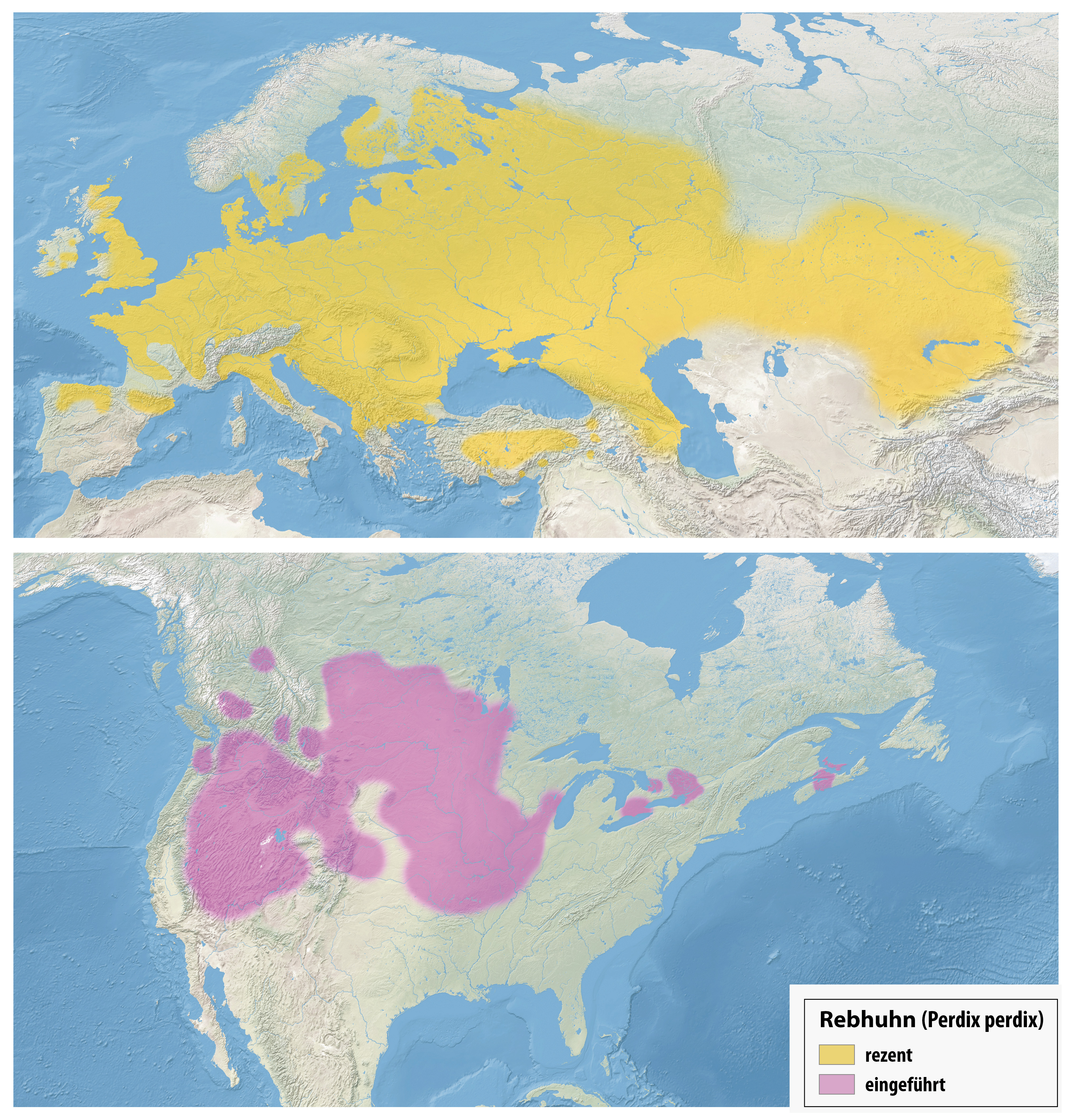

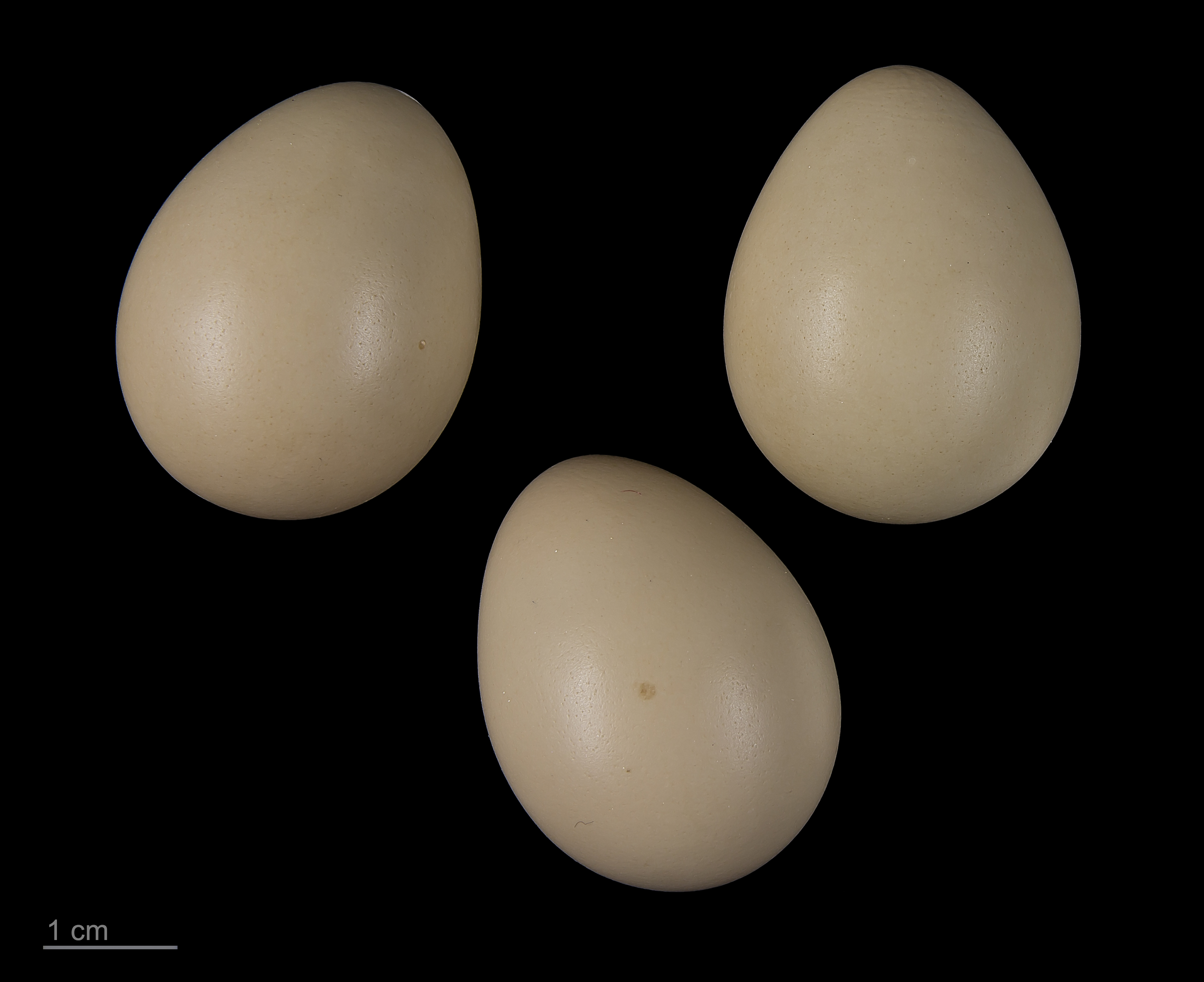
Perdix perdix - MHNT

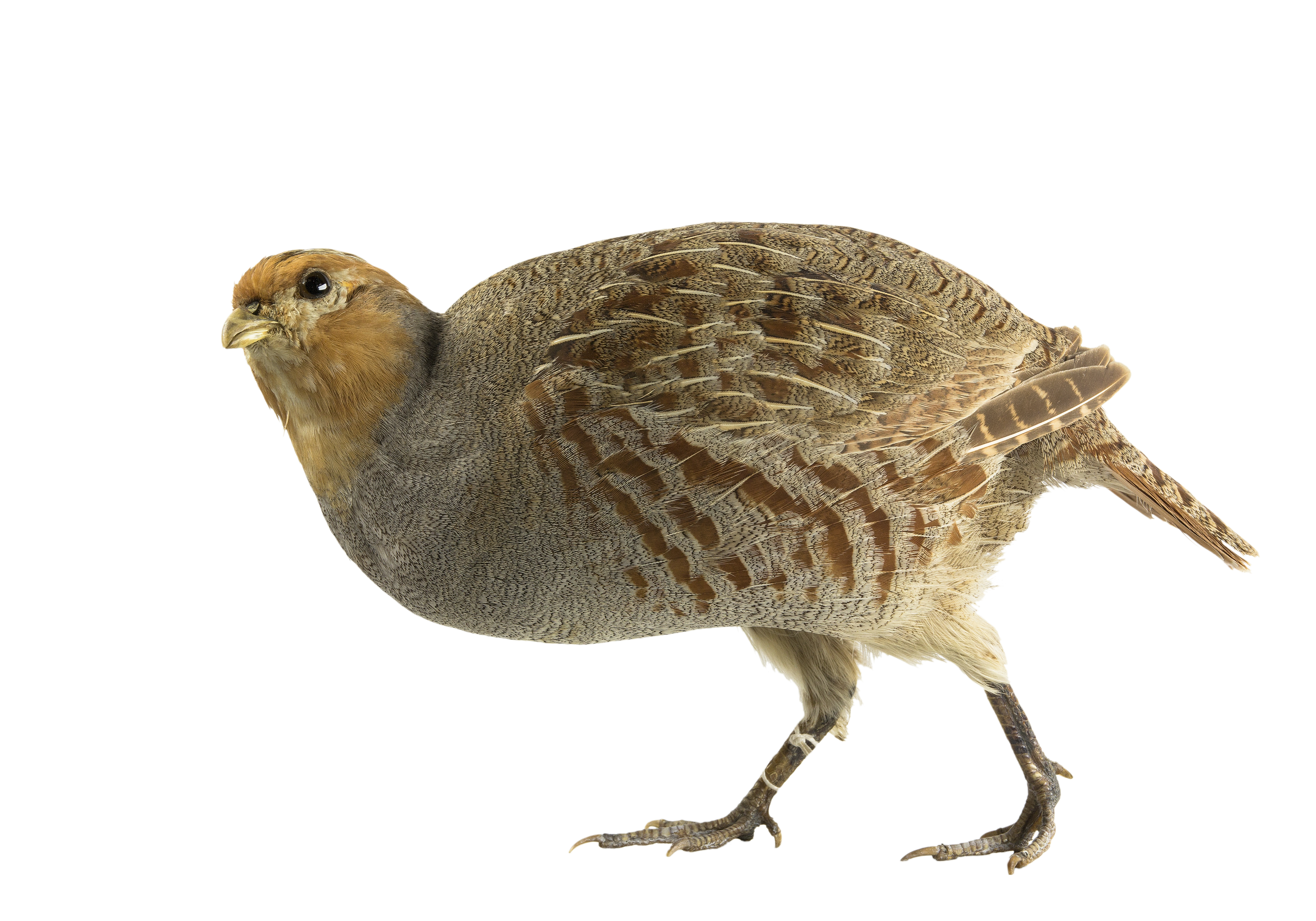
Perdix perdix hispaniensis - MHNT

A perdiz-cinzenta (Perdix perdix) é uma ave cinegética da família Phasianidae (faisões), da ordem Galliformes ou galináceos. No Norte de Portugal e na Galiza também é conhecida por charrela.
É a espécie mais comum da sua família e existe da Europa até à Ásia, estando presente no Norte da Península Ibérica. Completamente terrestre, pode ser avistada em terreno aberto, especialmente em campos cultivados onde existam sebes. Tem a cabeça cor-de-laranja e o corpo castanho acinzentado. Ao levantar-se, mostra uma grande cauda ferrugínea. Os machos apresentam uma mancha ventral escura acastanhada; as fêmeas, uma mancha de cor igual, mas geralmente menor.
Outrora presente nalgumas serras do extremo norte de Portugal, foi dada como extinta no território nacional desde data incerta de finais do século XX. Todavia, pelo menos até à década de 1990, os serviços florestais largavam alguns indivíduos na zona do Barroso e Bragança. Subsistem ainda algumas populações nas serras galegas a norte da Serra de Montesinho, nomeadamente nas proximidades de Sanábria (província espanhola de Samora ou Zamora). Na primavera de 2013, uma equipa do programa «Vida Animal», da RTP (Rádio e Televisão de Portugal), afirma ter detectado oito indivíduos (possivelmente quatro casais) em serranias de Trás-os-Montes.
O acasalamento começa no Inverno e a partir de Maio a fêmea incuba normalmente 15 a 17 ovos.